# ZOMG!
zOMG! (tidligere kaldet Gaia Battle) er et 2D MMORPG der i øjeblikket er under udvikling. Spillet er lavet til at kunne køres direkte fra en web-browser, ved hjælp af Adobe Flash teknologien.

## Handling
I spillets historie er genstande der normalt er "døde" kommet til live, og truer med at overtage Gaia. Det er op til spillerne at finde kilden til disse begivenheder, i et forsøg på at løse mysteriet om, hvad der foregår.

## Gameplay
Spillets kampsystem er baseret på, at der bruges magiske ringe som våben. Disse ringe besidder alle forskellige styrker og svagheder. Det er muligt for en spiller at styrke en ring enten ved at opbygge såkaldt "Rage", eller ved at bruge specielle "Charge Orbs".
Ud over den kamporienterede del af zOMG!, er det også muligt at spille såkaldte mini-spil, eller blot udforske spillets verden. Desuden indeholder spillet også et klassisk quest system, hvor man har mulighed for at løse opgaver for spillets NPCer.

## Udvikling

### Beta Test
I perioden fra den 14. maj og frem til den 2. juni 2008, var det muligt at skrive sig op som betatester for spillet.
Af de over 120.000 der havde ansøgt, blev der kun udvalgt omkring 10.000 betatestere, der alle fik udleveret deres beta test koder den 1. oktober. Den lukkede beta version af zOMG! blev officielt tilgængelig for disse folk den 3. oktober 2008.
Den 26. august 2008 blev et speciel pakkeobjekt kaldte "zOMG! Rumble Box" gjort tilgængelig i Gaia Onlines Cash Shop. Denne pakke gav heldige brugere chancen for at få en såkaldt "zOMG! Head Start Tickets", der giver indehaveren tilladelse til at få adgang til spillet tidligere end andre brugere. zOMG! Rumble Box blev fjernet fra Cash Shop den 10. september 2008.
Den 24. oktober 2008 blev det officielt annonceret at den åbne beta version af zOMG! vil blive åbnet fra og med den 27. oktober 2008.

### Navnet
Da der skulle vælges et officielt navn til spillet, åbnede Gaia Onlines administratorer en konkurrence. Det vindende navn blev annonceret den 23. juli 2008, og var 'zOMG! foreslået af brugeren Chat_God.